# Frank König
Adolphus Franciscus König, detto Frank (Gand, 7 maggio 1874 – Bruxelles, 9 dicembre 1959), è stato un calciatore, allenatore di calcio e arbitro di calcio svizzero, fu inoltre giornalista sportivo.

## Carriera
Studiò in Inghilterra e nel 1895 emigrò in Belgio dove fu uno dei fondatori della Federazione belga.
Fu uno sportivo a tutto tondo dato che, oltre al calcio, praticò atletica leggera, pugilato e canottaggio.
Nel 1900, in occasione dei Giochi olimpici di Parigi, fu l'allenatore della Selezione composta da studenti dell'Università di Bruxelles.
Nel 1905 arbitrò la partita Belgio-Paesi Bassi 1-4 valida per la Coppa Van den Abeele, si trattava della seconda partita ufficiale disputata dalla Nazionale belga.
In seguito lavorò anche come allenatore e come giornalista.

## Palmarès
- Campionato belga: 3

R. C. Bruxelles: 1897, 1900, 1902